# قیام اسحاق ترک
قیام اسحاق ترک، نام جنبشی بود که پس از کشته‌شدن ابومسلم خراسانی، به‌دست منصور عباسی، توسط اسحاق ترک به خون‌خواهی وی آغاز شد.
اسحاق اعلام داشت که ابومسلم رسول و فرستادهٔ زرتشت بوده‌است و بدین‌سان وی فرمان‌برداری و وفاداری گروه‌های وفادار به ابومسلم را به دست آورد. 
پیروان اسحاق، به عنوان حامیان جنبش خرم‌دینی، که شاخه‌ای بود، برآمده از فرقهٔ مزدکی زرتشتی، که در آن ابومسلم نیز مورد احترام بود، شناخته شده‌اند.